# Liste de mosquées d'Ukraine
Cet article présente la liste de mosquées d'Ukraine.

## Liste
| Nom                                             | Image | Ville                           | Subdivision                   | Inauguration         |
| ----------------------------------------------- | ----- | ------------------------------- | ----------------------------- | -------------------- |
| Mosquée Ioukhary-Djami d'Alouchta               |       | Alouchta                        | République autonome de Crimée |                      |
| Mosquée d'Ismi-Khan-Djami de Bakhtchyssaraï     |       | Bakhtchyssaraï                  | République autonome de Crimée | XVIIe siècle ?       |
| Mosquée Mollah-Moustafa-Djami de Bakhtchissaraï |       | Bakhtchyssaraï                  | République autonome de Crimée | XVIIIe siècle        |
| Mosquée verte de Bakhtchyssaraï                 |       | Bakhtchyssaraï                  | République autonome de Crimée | 1764                 |
| Grande mosquée de Bakhtchyssaraï                |       | Bakhtchyssaraï                  | République autonome de Crimée | 1532                 |
| mosquée de Kertch                               |       | Kertch                          | République autonome de Crimée | 1850                 |
| Mosquée Tahtali de Bakhtchyssaraï               |       | Bakhtchyssaraï                  | République autonome de Crimée | 1707                 |
| Mosquée d'Eupatoria                             |       | Eupatoria                       | République autonome de Crimée | 1564                 |
| Mosquée Kebir-Djami de Simferopol               |       | Simferopol                      | République autonome de Crimée | 1508                 |
| Mosquée de Mazanka                              |       | raïon de Simferopol             | République autonome de Crimée |                      |
| Mosquée de Eski Saraï                           |       | Pionerskoe, raïon de Simferopol | République autonome de Crimée | XIIIe ou XIVe siècle |
| Mosquée de Koltchougino                         |       | raïon de Simferopol             | République autonome de Crimée |                      |
| Mosquée de Levadski                             |       | raïon de Simferopol             | République autonome de Crimée |                      |
| Mosquée de Sokolinoye                           |       | Sokolinoye                      | République autonome de Crimée | 1910                 |
| Mosquée Boulgakov                               |       | Sokolinoye                      | République autonome de Crimée | ~1880                |
| Mosquée Qutler                                  |       | Sokolinoye                      | République autonome de Crimée | 1791                 |
| Mosquée Ozbek Han de Staryï Krym                |       | Staryï Krym                     | République autonome de Crimée | 1314                 |
| Mosquée Mufti-Djari                             |       | Théodosie                       | République autonome de Crimée | 1637                 |
| Mosquée Akhmad Kadyrov de Voinka                |       | Voinka                          | République autonome de Crimée | 21 août 2010         |
| Mosquée Ahat-Djami de Donetsk                   |       | Donetsk                         | Oblast de Donetsk             | 3 septembre 1999     |
| Mosquée de Kostiantynivka                       |       | Kostiantynivka                  | Oblast de Donetsk             | 7 mai 2011           |
| Mosquée du sultan Soliman de Marioupol          |       | Marioupol                       | Oblast de Donetsk             | 15 octobre 2007      |
| Mosquée cathédrale de Kharkiv                   |       | Kharkiv                         | Oblast de Kharkiv             | 24 février 1906      |
| Mosquée Ar-Rahma                                |       | Kiev                            | Kiev                          | 2000                 |
| Mosquée de Khotyn                               |       | Khotyn                          | Oblast de Tchernivtsi         | 1713                 |
| Mosquée cathédrale de Louhansk                  |       | Louhansk                        | Oblast de Louhansk            | 29 mai 2010          |
| Mosquée culturelle d'Odessa                     |       | Odessa                          | Oblast d'Odessa               | 12 juin 2001         |
| Mosquée Izmaïl d'Odessa                         |       | forteresse d'Izmaïl             | Oblast d'Odessa               | XVe siècle           |
| Mosquée de Poltava                              |       | Poltava                         | Oblast de Poltava             | 28 avril 2000        |
| Mosquée Aq-Yar Juma Jami de Sébastopol          |       | Sébastopol                      | Sébastopol                    | 1912                 |